# Diego Ibáñez
Diego Eduardo Ibáñez Cotroneo (Punta Arenas, 25 de enero de 1989) es un egresado de Derecho,  ecologista y político chileno, militante del partido Frente Amplio, el cual presidió provisionalmente desde su creación hasta el 14 de julio de 2024. Desde 2018 se desempeña como diputado de la República en representación del distrito electoral N.º 6 de la Región de Valparaíso, donde fue reelecto como primera mayoría regional el 2021.
Como estudiante de la Escuela de Derecho de la Pontificia Universidad Católica de Valparaíso, fue vicepresidente de la Federación de Estudiantes de la Pontificia Universidad Católica de Valparaíso (FEPUCV) por el periodo 2013-2014.

## Familia y estudios
Es hijo del marino, Rosamel Ibáñez Cifuentes, y la profesora, Dafne Cotroneo Calderón. Realizó tanto sus estudios primarios como secundarios en el Colegio Liahona de El Belloto, comuna de Quilpué. Posteriormente se trasladó a Valparaíso para ingresar a la Facultad de Derecho de la Pontificia Universidad Católica de Valparaíso en 2010, carrera de la que es egresado.
Luego de egresar de derecho, se dedicó al Derecho Laboral y la formación de escuelas sindicales, como la escuela sindical PUCV. Esto fue de la mano con la vinculación a diversos movimientos ciudadanos, como “NO+AFP”.

## Carrera política

### Dirigente estudiantil
Inicia su trayectoria política con la Revolución Pingüina del año 2006, siendo covocero de la Coordinadora de Estudiantes Secundarios de Quilpué.
En 2013 es electo como vicepresidente de la Federación de Estudiantes de la Pontificia Universidad Católica de Valparaíso (FEPUCV) por el periodo 2013-2014 y como tal participa activamente en la Confederación de Estudiantes de Chile.

### Activista medioambiental
Fue miembro y fundador de la ONG "Pulmón Verde de Quilpué", de la cual Diego Ibáñez es vocero, organizó distintas manifestaciones en contra del proyecto “Termoeléctrica Los Rulos”. En enero de 2018, durante la primera jornada del Festival del Huaso de Olmué, transmitido en vivo por TVN, participó de una manifestación coordinada en contra la misma termoeléctrica respaldada por el artista internacional Residente.

### Primer periodo parlamentario
En agosto de 2017, inscribe su candidatura a diputado por el 6° distrito, que comprende las comunas de La Ligua, Petorca, Cabildo, Papudo, Zapallar, Puchuncaví, Quintero, Nogales, Calera, La Cruz, Quillota, Hijuelas, Los Andes, San Esteban, Calle Larga, Rinconada, San Felipe, Putaendo, Santa María, Panquehue, Llaillay, Catemu, Olmué, Limache, Villa Alemana y Quilpué, de la Región de Valparaíso, resultando electo con 9197 votos, equivalentes al 2,89% de los sufragios.
Luego de militar en el Frente de Estudiantes Libertarios, pasa a integrar el Movimiento Autonomista en la Región de Valparaíso, y siendo parlamentario se integra a la bancada del actual Presidente Gabriel Boric.
Dentro de su labor parlamentaria se destacó por contar con una asistencia de 95,44%, habiendo integrado las comisiones permanentes de Salud; Medio Ambiente y Recursos Naturales; y Desarrollo Social, Superación de la Pobreza y Planificación; y presidir la Comisión Especial Investigadora (CEI) que busco las responsabilidades de las empresas luego de los mil intoxicados en los eventos de septiembre del 2018 en Concón, Quintero y Puchuncaví.
En su primer periodo, participó de las Comisiones Permanentes de Recursos Hídricos y Desertificación Constitución, Legislación, Justicia y Reglamento. Asimismo, integró las comisiones especiales investigadoras (CEI) sobre: Fiscalizar a órganos competentes en gestión de recursos hídricos, en relación con mega sequía; Actuaciones de órganos públicos en relación con sector portuario estatal; y Actos del Gobierno (Carabineros e Investigaciones) en el marco del control del orden público.
Se ha destacado por su énfasis en temáticas de protección y cuidado del medio ambiente a partir de la presentación de proyectos como el que se aprobó en 2019 sobre el cierre de centrales termoeléctricas, para proteger las dunas, lagos y humedales de vehículos motorizados, evitar la construcción de proyectos inmobiliarios después de incendios forestales.
Además de esto, ha apoyado a distintos movimientos sociales ambientales tales como los de las zonas de sacrificio de Quintero y Puchuncaví y los que hacían frente al proyecto de Termoeléctrica Los Rulos en Limache, del que su empresa desistió en octubre de 2022. También ha presentado proyectos relativos a la corrupción y la probidad, como la disminución del gasto electoral en campañas que regula los traspasos de funcionarios del mundo privado a puestos de fiscalización o la paridad de género en las elecciones de Consejeros Regionales.

### Segundo periodo parlamentario
En el año 2021, compitió para la reelección en su cargo de diputado en el distrito 6 de Valparaíso, obteniendo la primera mayoría distrital y regional con 34 749 votos, equivalentes al 9,71% del total, asumiendo su nuevo periodo el 11 de marzo de 2021.
Forma parte del Comité Parlamentario Frente Amplio, junto a los diputados de los partidos Revolución Democrática, Comunes y Convergencia Social.
Durante este nuevo período, el parlamentario integra las Comisiones Permanentes de Trabajo y Previsión Social, y de Pesca, Acuicultura e Intereses Marítimos. Igualmente, durante los años 2022 y 2023, fue parte de la Comisión Permanente de Minería y Energía.
En 2022 resultó electo Presidente de su partido, Convergencia Social, liderando la lista "Unidad para Transformar", que alcanzó el 75% de los votos.
El 2023 se desempeñó como jefe de campaña de la candidata de su partido al Consejo Constitucional y doctora en Derecho Constitucional, María Pardo Vergara, que resultó electa como primera mayoría de la lista Unidad para Chile en la Región de Valparaíso, con 108 529 votos.

### Controversias
Levantó una Comisión Especial Investigadora por la sequía en la provincia de Petorca. Luego de solicitar que la comisión sesionara en terreno para favorecer la participación vecinal, fue censurado por la presidencia de la Cámara, con los votos de derecha.
En abril de 2023, denunció los altos montos que los empresarios invierten en campañas electorales, motivo por el que el en ese entonces, presidente de la Confederación de la Producción y del Comercio, Juan Sutil, lo demandó por injurias y calumnias. La demanda fue desechada por la Corte de Apelaciones de Santiago en agosto del mismo año.
Para el Plebiscito constitucional de 2022 publicó un meme de Chayanne llamando a votar Apruebo. Dicha publicación fue compartida por el presidente Gabriel Boric por breves minutos, por lo que el equipo del cantante reaccionó a través de un comunicado de prensa, en el que solicitó que no se utilizase su imagen para campañas políticas.

## Historial electoral

### Elecciones parlamentarias de 2017
- Elecciones parlamentarias de 2017 a diputado por el Distrito 6 (Cabildo, Calle Larga, Catemu, Hijuelas, La Calera, La Cruz, La Ligua, Limache, Llay Llay, Los Andes, Nogales, Olmué, Panquehue, Papudo, Petorca, Puchuncaví, Putaendo, Quillota, Quilpué, Quintero, Rinconada, San Esteban, San Felipe, Santa María, Villa Alemana y Zapallar).[20](Se consideran los candidatos con más del 2% de votos)

### Elecciones parlamentarias de 2021
- Elecciones parlamentarias de 2021, candidato a diputado por el Distrito N°6 (Cabildo, Calle Larga, Catemu, Hijuelas, La Calera, La Cruz, La Ligua, Limache, Llay Llay, Los Andes, Nogales, Olmué, Panquehue, Papudo, Petorca, Puchuncaví, Putaendo, Quillota, Quilpué, Quintero, Rinconada, San Esteban, San Felipe, Santa María, Villa Alemana y Zapallar).